# 서울새남굿

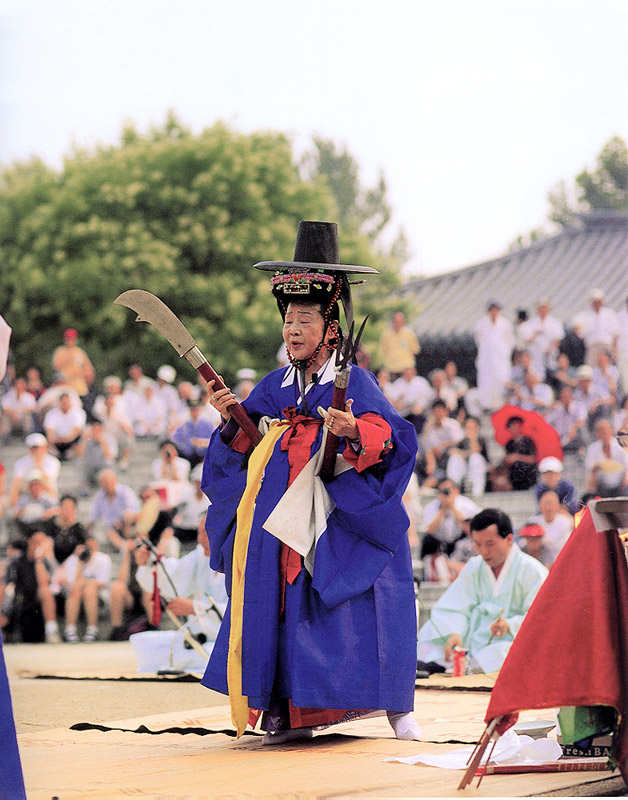
서울새남굿

서울새남굿은 서울 지방의 전통적인 망자천도(亡者薦度)굿으로, 보통 진오기 또는 진오귀라 한다. 이를 분류하면 일반인의 망자를 위한 굿은 평진오기, 중류층은 얼새남, 상류층은 새남굿이라 한다. 이 망자천도굿은 지방마다 명칭이 다르다. 서울·경기 지방은 보통 진오기, 충청·경상도는 오구굿, 제주도는 시왕(十王)맞이, 황해도는 진오기, 평안도는 수왕굿, 함경도는 새남굿 또는 망묵굿·망무기굿 등으로 부른다.

## 구성
서울새남굿은 안당사경맞이와 새남굿으로 짜여져 있다. 안당사경맞이는 서울ㆍ경기지역의 전통적 재수굿의 형태로 새남굿의 전날 저녁부터 이튿날 새벽까지 밤새 논다. 거리 순서는 주당물림에서부터 시작하여 부정ㆍ가망청배ㆍ진적ㆍ불사거리ㆍ도당거리ㆍ초가망거리ㆍ본향거리ㆍ조상거리ㆍ상산거리ㆍ별상거리ㆍ신정거리ㆍ대감거리ㆍ제석거리ㆍ성주거리ㆍ창부거리ㆍ뒷전 등 17거리이다. 아침부터 시작되는 새남굿은 다시 새남부정거리부터 시작하여 가망청배·중디밧산·사재삼성거리·말미거리·도령(밖도령)·문들음·영실·도령(안도령)·상식·뒷영실·배째(배가르기)·시왕군웅거리·뒷전 등 14제차(祭次)로 이루어진다. 이렇게 거리수가 많고 장시간 소요되기 때문에 만신 5인과 쟁이 6인이 참여한다.
불사거리에서 만신의 영혼인 말명을 모시고 불사(佛師)·천존(天尊) 등을 위하여 노는 거리로 무무(巫舞)가 시작되고, 무복(巫服)과 무구(巫具)를 필요로 한다.
- 중디밧산은 만신의 앉은거리로서 시왕의 영험을 찬양하는 시왕풀이를 부르며, 사재삼성거리는 망자(亡者)의 혼백을 호위·인도하는 저승사자를 놀리는 거리이다.말미에서는 만신이 화려한 복식으로 무조(巫祖)로 섬겨지는 바리공주의 무가(巫歌)를 부르며, 도령은 만신이 지장보살을 모신 연지당 앞에 세워진 저승문을 돌고 문사자(門使者)와 이야기를 나누고 문을 통과한다.

- 영실은 망자가 지장보살에게 자신의 억울한 사정을 호소하며 자비를 구한다. 안도령은 망자의 혼백을 인도하는 바리공주가 저승의 12대문을 안전하게 통과하려 애쓰는 대목이며, 상식은 유족이 망자에게 유교식 제사를 드리는 거리이다. 뒷영실은 망자의 혼이 씌인 만신이 유족들에게 마지막 당부의 말을 전한다. 그 다음 만신이 이승다리와 저승다리를 상징하는 무명과 베를 찢어 그 길을 열어줌으로써 망자의 혼이 저승세계로 무사히 천도된다. 시왕군웅거리는 저승의 십대왕을 호위하는 신장들에게 망자의 혼백의 인도와 보호를 기원한다.

- 뒷전은 새남굿에 왕림한 모든 신령들에게 끝났음을 알려 배송하고 잡귀·잡신도 대접하여 돌려보낸다.

- 무무(巫舞)는 반주음악에 따라 대부분 장중하고 고아한 춤사위를 보인다. 특히 안당사경맞이에서의 상산춤·굿거리춤·별상춤·당악춤 등과 새남굿에서의 도령춤 즉, 평도령·손도령·부채도령·칼도령 등은 이 굿에서 보이는 유려한 춤사위들이다.

또 청신(請神), 접신(接神), 오신(娛神), 송신(送神)에 따라 춤의 구조가 다르다. 즉 청신에서는 춤이 없으며, 접신 때에는 막춤과 도무(蹈舞)를 하고, 오신에서는 팔자춤ㆍ막춤ㆍ굿거리춤 등 춤이 화려하며 송신에서는 무복(巫服)을 벗어 손에 받치고 한바퀴 돌며 절을 하고 끝낸다.
- 무구(巫具)는 굿할 때 사용하는 도구로 기본적인 것은 부채·방울·대신칼이며, 신칼·작두와 무점구(巫占具)인 엽전ㆍ방울ㆍ지전(紙錢)ㆍ오색기 등이 있으며, 서울새남굿에서는 작두는 사용하지 않는다.

## 반주악기
반주악기는 타악기로 장구ㆍ징ㆍ제금이 있고, 현악기로는 해금이 있으며, 취악기로는 젓대ㆍ피리가 있
다. 장구ㆍ징ㆍ제금은 무당이 소지하고 나머지 악기는 악사들이 소지한다.
서울새남굿은 굿청의 제반 장식과 만신들의 복식ㆍ음악ㆍ춤이 화사하며, 무악(巫樂)은 삼현육각을 잡아 연주하기 때문에 규모가 크며 화려하고도 장중하다. 이것은 조선시대 궁중 문화적 요소를 수용한 것으로 보인다.

## 참조
본 문서에는 서울특별시에서 지식공유 프로젝트를 통해 퍼블릭 도메인으로 공개한 저작물을 기초로 작성된 내용이 포함되어 있습니다.